# Los Gatos
Los Gatos (ze španělštiny, kočky) je město v Kalifornii ve Spojených státech amerických. Nachází se v okrese Santa Clara County v oblasti San Francisco Bay Area (konkrétněji v Silicon Valley), jižně od okresního města San José, a žije v něm přibližně 34 tisíc obyvatel. Historie novodobého osídlení oblasti sahá do 50. let 19. století, kdy na stejnojmenném potoce vznikl Forbesův mlýn (podle zakladatele, britského vicekonzula Jamese Alexandera Forbese). Později se osídlení rozrostlo o další budovy, k roku 2019 se Los Gatos rozrostlo na více než 29 km². Sídlí zde společnosti Netflix (největší zaměstnavatel), Cryptic Studios, ImageShack a další. Od roku 1965 se ve městě nachází muzeum New Museum Los Gatos (NUMU).